# Serica watson
Serica watson är en skalbaggsart som beskrevs av Saylor 1939. Serica watson ingår i släktet Serica och familjen Melolonthidae. Inga underarter finns listade i Catalogue of Life.